# 이민규 (1992년 4월)
이민규 (1992년 4월 24일 ~)은 대한민국의 전직 축구 선수이다. 현역 시절 포지션은 공격수였다.

## 클럽 경력
2016년 FC 서울에 입단하였다.
2017시즌을 앞두고 K3리그의 포천 시민축구단에 입단했다.
2019시즌을 앞두고 안산 그리너스 FC에 입단하면서 프로 무대에 복귀했다. 2019시즌 종료 이후 팀에서 퇴단했다.
2022년 1월, SNS를 통해 현역 은퇴를 선언했다.

## 경력

### 선수 경력
- 2016년  FC 서울
- 2017년 ~ 2018년  포천 시민축구단
- 2019년  안산 그리너스 FC

## 수상

### 클럽

#### FC서울
- K리그1 우승: 2016